# Récupération assistée du pétrole via le solaire thermique

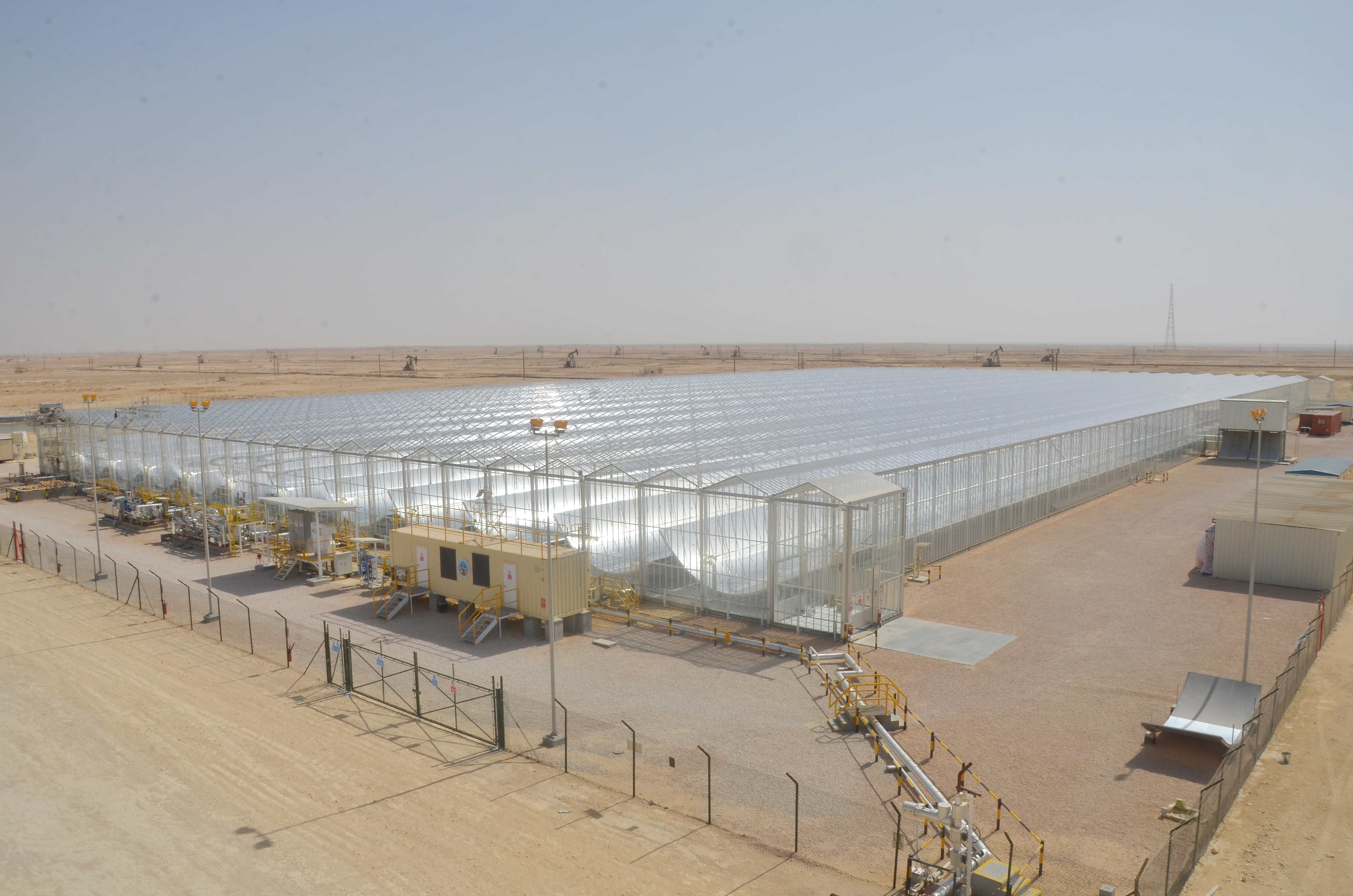
Site pilote de Glasspoint dans le sultanat d'Oman

La récupération assistée du pétrole via le solaire thermique consiste à utiliser de l'eau chauffée par le rayonnement solaire pour optimiser la production d'un gisement de pétrole.

## Concepts
La méthode met en œuvre deux technologies : 
- la récupération assistée du pétrole, dans sa variante thermique, consistant à injecter de la vapeur d'eau sous pression dans un gisement de pétrole, afin de fluidifier le pétrole restant et de maximiser la production ;
- l'énergie solaire thermique à concentration, consistant à concentrer l'énergie solaire grâce à des miroirs paraboliques pour produire la vapeur nécessaire.

L'utilisation de l'énergie solaire permet d'économiser le gaz naturel généralement brûlé pour la production de vapeur, même si cette opération peut être menée en cogénération.

## Installations
Une modeste installation de ce type est active depuis 2011 dans un gisement de Californie exploité par le petit opérateur pétrolier Berry Petroleum Company. La société Glasspoint Energy, qui a construit cette installation, s'est appuyée sur cette expérience pour obtenir un contrat beaucoup plus vaste à Oman : une installation beaucoup plus grande, d'une puissance crête de 1 021 MW thermique, est en cours de construction[Quand ?] pour équiper le gisement Amal. La technologie utilisée par Glasspoint utilise des concentrateurs linéaires dans une verrière, ainsi protégés du sable. 
Une autre société proposant des solutions en la matière est BrightSource Energy, qui mène un projet pour Chevron en Californie.
Les acteurs de ce secteur espèrent attaquer un marché extrêmement prometteur, notamment au Moyen-Orient, région qui dispose d'un ensoleillement exceptionnel et dont les gisements de pétrole sont vieillissants.